# Гарди, Натан
Натан Гарди (Городзейский) (1901, Мир, Минская губерния — 1980, Петах-Тиква, Израиль) — израильский политический и общественный деятель. Подполковник.

## Биография
Родился в семье Гершона Городзейского и Гитл (урождённой Погорельской). Учился в иешиве Мира.
В 1919 присоединился к основателю халуцианства И. Трумпельдору, в 1920 году был единственным религиозным поселенцем в сел-хоз. колонии Крыма. В 1921 эмигрировал в Эрец-Исраэль. Работал строителем, сел.-хоз. рабочим в Петах-Тикве. Был среди основателей религиозно-сионистского рабочего движения «Ха-Поэль ха-Мизрахи», член ЦК движения. В 1924 году принимал участие в создании сел.-хоз. центра при партии, был его членом. Тогда же участвовал в организации первого мошава Движения «Ха-Поэль ха-Мизрахи» Кфар-Хитим.
Один из основателей Кфар-Аврахама (теперь в составе Петах-Тиквы). Принимал участие в работе 18-го Сионистского конгресса в Праге (1933). Принимал активное участие в руководстве движения «Тора ва-авода». Возглавлял должность секретаря Тель-авивского отделения «Ха-Поэль ха-Мизрахи». В 1942 году возглавлял бюро связи движения с религиозными солдатами и раввинами в союзнических армиях, которое занималось помощью религиозным солдатам. В 1948 году был назначен начальником отдела по вопросам религии (позднее этот отдел был преобразован в Военный раввинат Армии Обороны Израиля).
В период 1956—1969 годов занимал должность начальника отдела религии и культуры в союзе мошавов «Ха-Поэль ха-Мизрахи».